# Pahokee
Pahokee es una ciudad ubicada en el condado de Palm Beach en el estado estadounidense de Florida. En el Censo de 2010 tenía una población de 5.649 habitantes y una densidad poblacional de 393,49 personas por km².

## Historia
Pahokee se incorporó en 1922.> El nombre "Pahokee" significa "aguas cubiertas de hierba" en el idioma creek. Los residentes locales se refieren a Pahokee como "The Muck", lo que significa el suelo oscuro rico en minerales en el que las agroindustrias cultivan caña de azúcar, cítricos y maíz. En la década de 1930, era conocida como la "Capital mundial de las hortalizas de invierno".
La ciudad se vio gravemente afectada, al igual que las otras comunidades al sur del lago, por el huracán Okeechobee de 1928. Huracán Wilma, en 2005, destruyó un puerto deportivo recién construido .

## Economía
Pahokee se fundó con los productos cultivados en el lodo, el fondo fértil de los Everglades después de Drenaje y desarrollo de los Everglades (parte de él fue drenado a principios del siglo XX). En 1939, la guía Proyecto Federal de Escritores decía de Pahokee: "Desde Navidad hasta abril, Pahokee es una ciudad abierta las 24 horas; largos trenes de vagones refrigerados salen hacia los mercados del norte día y noche". "Las calles son ruidosas y están llenas de gente; los bares, restaurantes y lugares de juego nunca cierran."
En 1963, con el acceso restringido al azúcar cubano, se construyó una planta azucarera y la agricultura pasó al cultivo mecanizado de caña de azúcar. La planta cerró en 2009.
Como resultado, es una de las dos ciudades del condado de Palm Beach (la otra es South Bay) en una lista de 13 municipios de Florida en "un estado de emergencia financiera". =Marzo de 2018}} Los registros[¿cuál?] sugieren que ha estado en la lista continuamente desde 1994. El desempleo supera el 25%. Los valores imponibles de las propiedades cayeron de aproximadamente $99 millones en 2007 a $66 millones en 2014. Una quinta parte de la población ha migrado en los últimos 15 años. Se ha propuesto la disolución de la ciudad.
El 15 de noviembre de 1996, el antiguo edificio de la escuela secundaria Pahokee, construido en 1928, fue agregado al Registro Nacional de Lugares Históricos de EE. UU.

### Centro Médico Regional Everglades
El Centro Médico Regional Everglades, en 200 S. Barfield Highway, fue fundado en 1936 como Hospital General Everglades; el edificio actual se inauguró en 1950. El hospital general de 63 camas, financieramente inviable, cerró en 1998 después de años de disputas, un cambio de propiedad pública a privada y tres demandas.

### Centro de atención médica Glades
Junto al antiguo hospital, en 230 S. Barfield Highway, se encuentra Glades Health Care Center, un centro de enfermería especializada con 120 camas y alrededor de 70 empleados de tiempo completo.

## Escuelas

### Público
Pahokee pertenece al distrito escolar del condado de Palm Beach.
- Escuela Primaria Pahokee, 560 East Main Place (grados preescolar a quinto). Matrícula: 375 (2015). La escuela primaria Pahokee es una escuela del IB (Bachillerato Internacional). La inscripción es 63% negra, 35% hispana, 1% blanca y 1% otra. El 96% son de familias de bajos ingresos.[13]
- Escuela primaria K. E. Cunningham/Canal Point, 37000 Main Street, Canal Point (grados K-5). Matrícula: 329. La composición racial del alumnado es 69% negra, 29% hispana y 2% blanca. El 99% de los estudiantes provienen de familias de bajos ingresos.[14]
- Escuela secundaria y preparatoria Pahokee, 900 Larrimore Rd. (grados 6 a 12). Matrícula: 857 (2015). La inscripción es 68% negra, 39% hispana, 2% blanca y 1% otra. El 93% proviene de familias de bajos ingresos.[15]

Pahokee High School es conocida por su programa de fútbol americano que constantemente se ubica entre los mejores del estado. Pahokee, junto con su rival cercano Belle Glade, Florida, con quien compite cada año en el "Muck Bowl", ha "enviado al menos 60 jugadores a la Liga Nacional de Fútbol". "En Muck City, el fútbol es la salvación, un escape de la probabilidad de ir a prisión o de morir prematuramente." "El fútbol es la materia principal que se enseña en Pahokee High", escribió un historiador de la ciudad en 1963. En 2014, cinco ex Blue Devils estaban en la NFL, la segunda más de cualquier colegio del país.

### Carta pública
- Academia Glades, 7368 State Road 15 (grados K-8). Matrícula: 195 (2015). La inscripción es 72% negra, 18% hispana, 9% blanca y 1% otra. El 97% son de familias de bajos ingresos.[17]

### Privado
- Academia Preparatoria Everglades, 380 East Main St. (grados 9 a 12). Matrícula: 106 (2016). (Hay otra Academia Preparatoria Everglades no relacionada en Homestead, Florida.) La inscripción es 92% negra, 6% hispana, 2% blanca. El 90% son de familias de bajos ingresos.[18]
- The Shepherd's School, 1800 Bacom Point Road, una escuela cristiana (grados K-12). Matrícula: 71 (2016).

## Geografía
Pahokee se encuentra ubicada en las coordenadas 26°49′14″N 80°39′41″O / 26.82056, -80.66139. Según la Oficina del Censo de los Estados Unidos, Pahokee tiene una superficie total de 14.36 km², de la cual 14.36 km² corresponden a tierra firme y (0%) 0 km² es agua.

## Demografía
Según el censo de 2010, había 5.649 personas residiendo en Pahokee. La densidad de población era de 393,49 hab./km². De los 5.649 habitantes, Pahokee estaba compuesto por el 28.85% blancos, el 56.12% eran afroamericanos, el 0.32% eran amerindios, el 0.3% eran asiáticos, el 0.12% eran isleños del Pacífico, el 11.38% eran de otras razas y el 2.9% pertenecían a dos o más razas. Del total de la población el 33.83% eran hispanos o latinos de cualquier raza. Según el censo de EE. UU. de 2020, el 57 % de los residentes de Pahokee eran afroamericanos y el 33 % eran hispanos o latinos. En 2018, el alcalde, Kenneth W. Babb, así como los cuatro miembros de la Comisión municipal eran todos afroamericanos.

## Pobreza
La ciudad de pahokee se le dio conocimiento por considerarse como "la peor ciudad de Florida" ya sea por los altos índices de pobreza, la baja economía, y los altos registros de crimes que se han reportado en la ciudad, el caso de La tasa de pobreza se sitúa en el 37,8 %, la tasa de desempleo es un lamentable 26,3 % y los que sí tienen trabajo no nadan exactamente en efectivo. El ingreso familiar promedio en Pahokee es de $ 27,095.

## Documental
En el 2019 la compañía Topic Studios creó un documental relacionado con la ciudad, La película sigue a cuatro estudiantes de secundaria en Pahokee High School, una escuela que es parte integral de la comunidad circundante. La película sigue a Na'Kerria, una animadora de secundaria que espera convertirse en Miss Pahokee High School. en febrero del 2022 el documental ha recibido un 100% en Rotten Tomatoes, convirtiéndose en un gran éxito, recibiendo varias críticas positivas.